# Combat de Géants : Dragons
Combat de Géants : Dragons est un jeu vidéo développé par Ubisoft Québec et édité par Ubisoft le 24 septembre 2009 sur Nintendo DS.
C'est un jeu d'action où s'opposent des dragons. On peut diriger un des quatre dragons élémentaires. Chaque créature dispose de cinq attaques et il est possible d'utiliser 125 gemmes pour varier les plaisirs. Le titre se déroule aussi bien sur terre que dans les airs et permet à quatre joueurs de s'affronter et d'organiser des tournois. 

## Accueil
- IGN : 7,2/10[1]